# Blepharicera coweetae
Blepharicera coweetae är en tvåvingeart som beskrevs av Charles L. Hogue och Georgian 1985. Blepharicera coweetae ingår i släktet Blepharicera och familjen Blephariceridae. Inga underarter finns listade i Catalogue of Life.